# Paleacrita psi
Paleacrita psi là một loài bướm đêm trong họ Geometridae.